# Етнографічний музей (Анкара)

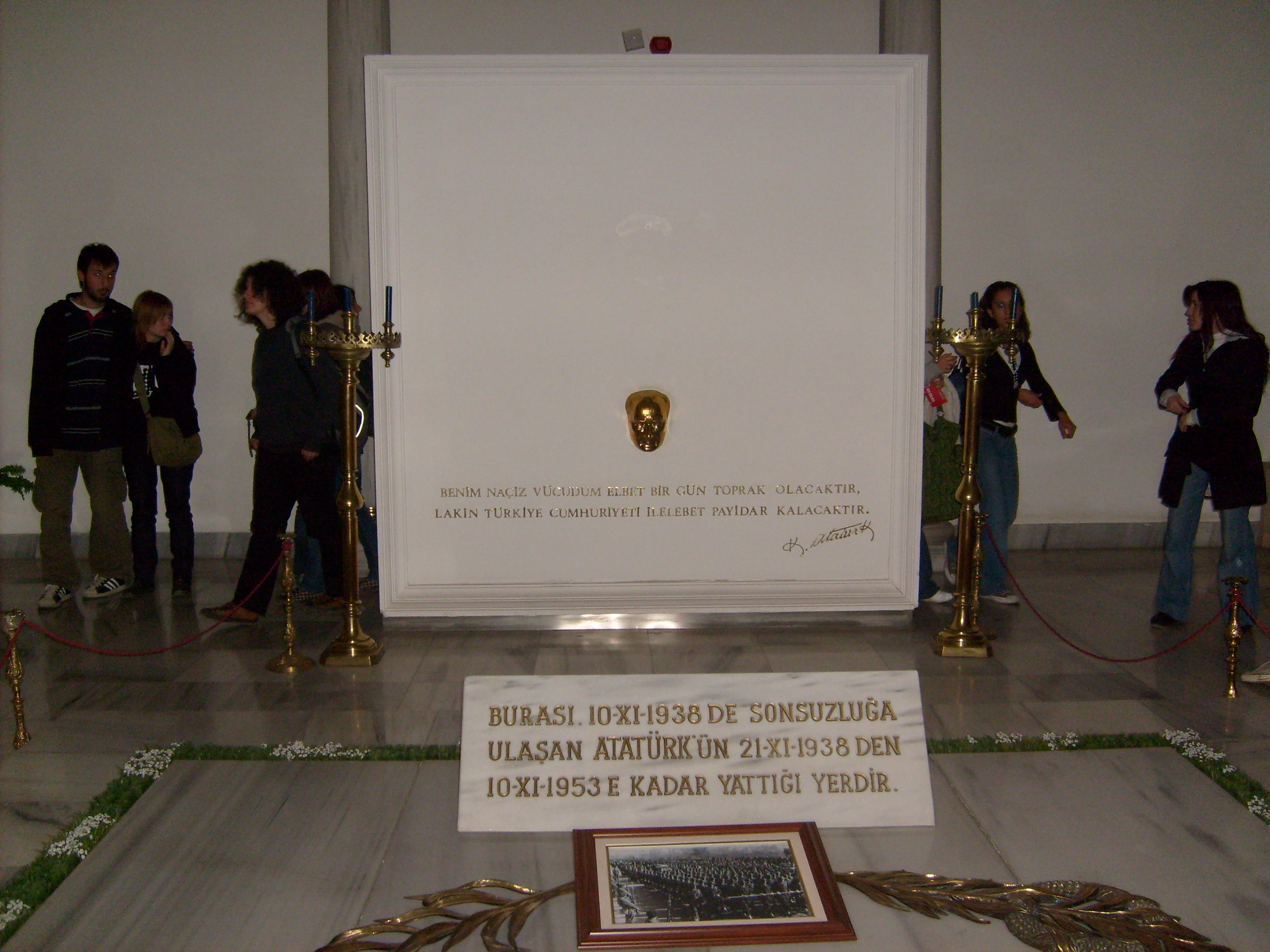
Внутрішній двір музею служив тимчасовим мавзолеєм Ататюрка.

Етнографічний музей Анкари (тур. Ankara Etnografya Müzesi), споруджений за проектом архітектора А. Х. Коюноглу, розташований на території мусульманського кладовища на пагорбі Намазга в м. Анкара (Туреччина). Пагорб був подарований Міністерству національної освіти під цілі відкриття музею на основі декрету Кабінету міністрів Туреччини 15 листопада 1925 року.
В 1927-1929 рр. над основою музею працював доктор Хаміт Зюбеір Кушай, який став його першим директором.
Музей містить колекцію виробів з усіх регіонів Туреччини, що відносяться до різних періодів історії країни, починаючи з приходу сельджуків. Протягом 15 років в цьому будинку знаходився тимчасовий мавзолей Ататюрка, сюди наносили візити офіційні делегації різних країн.